# Grand Saline (Teksas)
Grand Saline je grad u američkoj saveznoj državi Teksas. Prema popisu stanovništva iz 2010. u njemu je živjelo 3.136 stanovnika.